# 윌 유 매리 미 (2012년 영화)
윌 유 매리 미(Will You Marry Me)는 인도에서 제작된 아딧야 대트 감독의 2012년 코미디 영화이다. 쉬레야스 딸파데 등이 주연으로 출연하였다.

## 출연

### 주연
- 쉬레야스 딸파데
- 라지브 칸델왈

### 조연
- 마노 조쉬
- 파레시 로월